# 𝼖
𝼖, appelé r sans obit crochet palatal, est une lettre latine qui a été utilisée dans l'alphabet phonétique international. Il est composé d’un r sans obit, ɾ, et d’un crochet palatal.

## Utilisation
La lettre 𝼖 a été utilisée dans l’alphabet phonétique international pour représenter une Consonne battue alvéolaire voisée palatalisée, notée [ɾʲ].

## Représentations informatiques
Le ɾ crochet palatal peut être représenté avec les caractères Unicode (Latin étendu G) suivants : 
| formes    | représentations | chaînes de caractères | points de code | descriptions                                        |
| --------- | --------------- | --------------------- | -------------- | --------------------------------------------------- |
| minuscule | 𝼖               | 𝼖                     | U+01DF16       | lettre minuscule latine r sans obit crochet palatal |